# 83
| 83                 |
| ------------------ |
| Dødsfald - Fødsler |
|                    |

| Gregoriansk kalender | 83 LXXXIII              |
| Ab urbe condita      | 836                     |
| Armensk kalender     | I/T                     |
| Kinesiske kalender   | 2779 – 2780 壬午 – 癸未 |
| Etiopisk kalender    | 75 – 76                 |
| Jødisk kalender      | 3843 – 3844             |
| Hindukalendere       |                         |
| - Vikram Samvat      | 138 – 139               |
| - Shaka Samvat       | 5 – 6                   |
| - Kali Yuga          | 3184 – 3185             |
| Iransk kalender      | 539 BP – 538 BP         |
| Islamisk kalender    | 556 BH – 555 BH         |

Se også 83 (tal)